# Mai 1823
Cette page présente les faits marquants du mois de mai 1823.

## Événements
- 10 mai : sous l’influence de l’avocat Daniel O'Connell, les catholiques irlandais fondent une association pour défendre leurs droits politiques, ouverte à tous, sans distinction sociale.

- 27 mai : retour de l’absolutisme au Portugal : prenant appui sur l’arrivée des Français en Espagne, Michel impose à son père Jean VI de Portugal l’abolition de la Constitution de 1822.

## Naissances
- 10 mai : Francisco Laso, peintre péruvien († 14 mai 1869)
- 11 mai : Alfred Stevens, artiste peintre belge († 24 août 1906).
- 12 mai : John Russell Hind (mort en 1895), astronome britannique.